# Gennaro Auricchio (Rennfahrer)

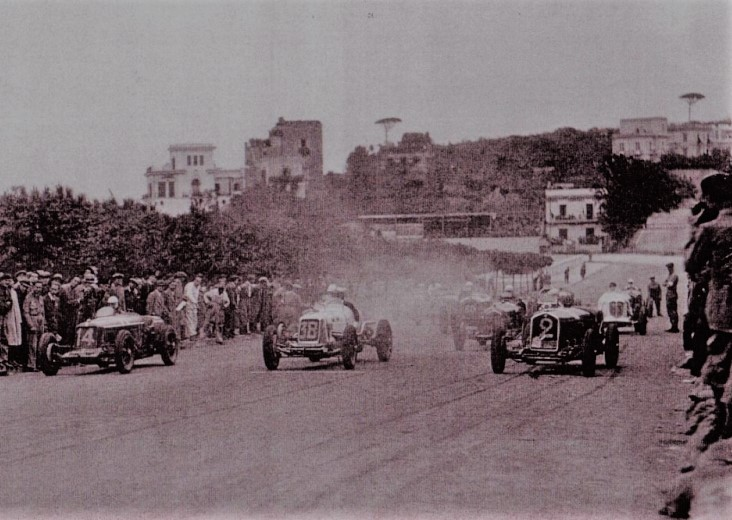
Start zum letzten Rennen der Coppa Principessa di Piemonte 1934: Giovanni Rocco (Nr. 14), Luigi Soffietti (Nr. 38) und Gennaro Auricchio (Nr. 2)

Gennaro Auricchio (* 6. Juni 1906 in Neapel; † 16. Februar 1969 in Palermo) war ein italienischer Industrieller und Motorrad- sowie Automobilrennfahrer.

## Werdegang
Gennaro Auricchio entstammte der süditalienischen Unternehmerfamilie Auricchio, die in San Giuseppe Vesuviano ansässig und in der Molkereibranche tätig war. Sein gleichnamiger Cousin Gennaro Auriccho (1914–2007) verlegte in den 1930er-Jahren das Unternehmen nach Cremona in Norditalien. Die Gennaro Auricchio S.p.A. stellt unter anderem bis heute den berühmten Käse Provolone her. Sein Neffe Vincenzo Auricchio war später ebenfalls im Motorsport aktiv und verunglückte 1970 bei einem Motorbootrennen tödlich.
Gennaro Auricchio war mindestens in der ersten Hälfte der 1930er-Jahre im Motorsport aktiv. Er trat 1931 erstmals bei der Mille Miglia an und schied dabei auf einem Fiat 514 aus. An den Auflagen 1932, 1933 und 1934 nahm er auf Alfa Romeo an dem 1000-Meilen-Rennen von Brescia nach Rum und zurück teil; bestes Resultat dabei war Rang acht auf einem Alfa Romeo 8C 2300 im Jahr 1934. Außerdem startete Auricchio bei einigen italienischen Sportwagenrennen wie der Targa Abruzzi 1933 oder der Coppa Principessa di Piemonte 1933, ohne dabei nennenswerte Erfolge zu erzielen.
Gennaro Auricchio starb im Februar 1969 im Alter von 62 Jahren in Palermo auf Sizilien.